# Jehanabad
Jehanabad ist eine Stadt im Bundesstaat Bihar im Osten Indiens. Sie ist Hauptstadt des gleichnamigen Distrikts. Jehanabad hat den Status eines City Council (Nagar parishad). Die Stadt ist in 33 Wards gegliedert. Sie ist ungefähr 62 km von Bihars Hauptstadt Patna entfernt.

## Demografie
Die Einwohnerzahl der Stadt liegt laut der Volkszählung von 2011 bei 103.202. Jehanabad hat ein Geschlechterverhältnis von 886 Frauen pro 1000 Männer und damit einen für Indien üblichen Männerüberschuss. Die Alphabetisierungsrate lag bei 78,50 % im Jahr 2011. Knapp 77,3 % der Bevölkerung sind Hindus, ca. 22,3 % sind Muslime und ca. 0,4 % gehören anderen oder keiner Religionen an. 14,7 % der Bevölkerung sind Kinder unter 6 Jahren. 10,6 % der Bevölkerung sind Teil der Scheduled Castes.

## Infrastruktur
National Highway 83 und National Highway 110 führen durch die Stadt. Nr. 83 verläuft von Patna über Masaurhi und geht direkt nach Makhdumpur über Gaya. Die Straße verläuft fast parallel zur Bahnstrecke.